# Berend Iván
| Berend Iván                               | Berend Iván                                          |
| Kattints az alábbi külső linkek egyikére! | Kattints az alábbi külső linkek egyikére!            |
| ----------------------------------------- | ---------------------------------------------------- |
| Nem található szabad kép.(?)              |                                                      |
| külső link · jogvédett                    | Berend Iván. MTA Közgazdaság-Tudományi Intézet. 2006 |

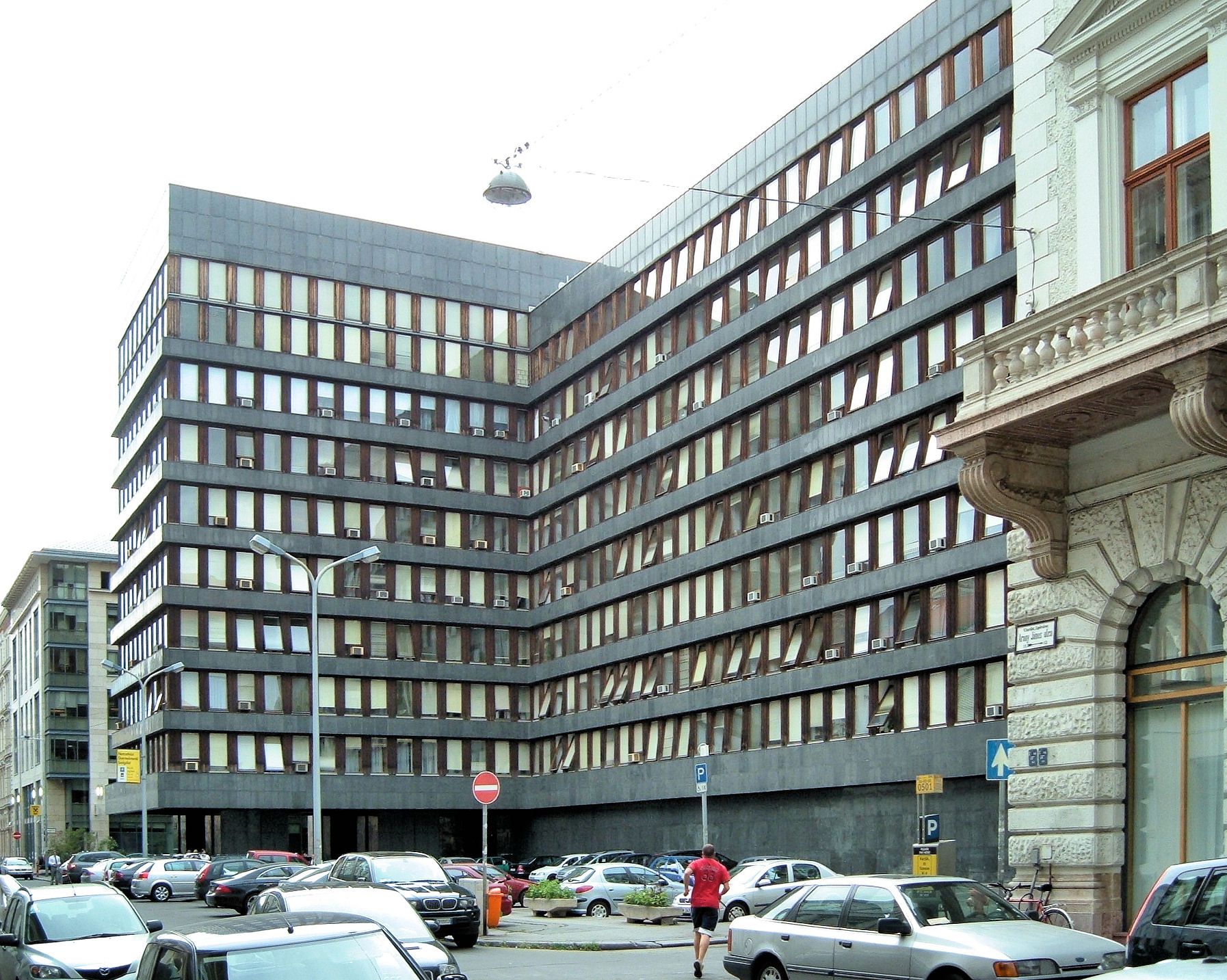
1954-1985 között az Országos Tervhivatalban dolgozott

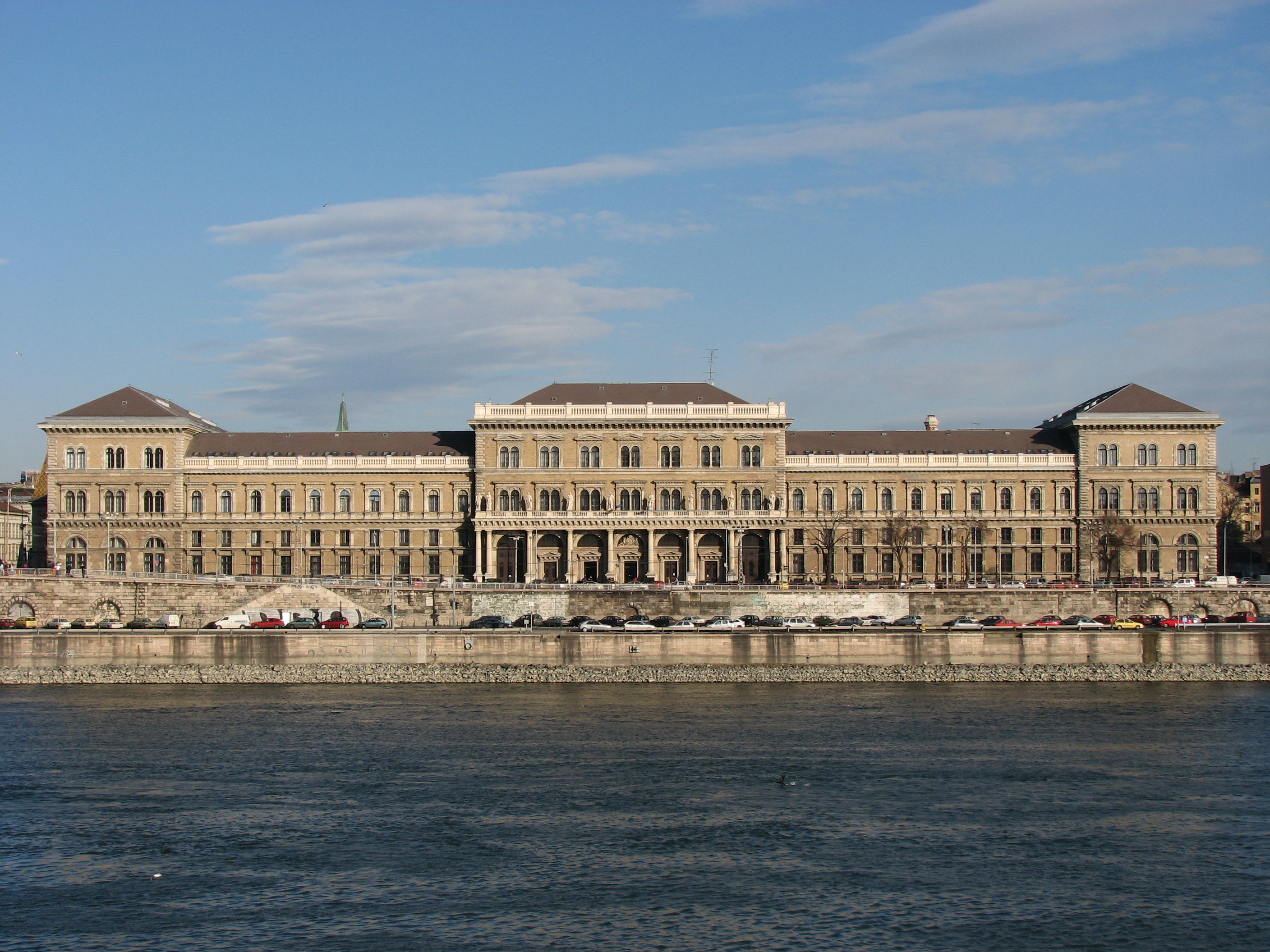
1953-1989 között a Marx Károly Közgazdaságtudományi Egyetemen tanított

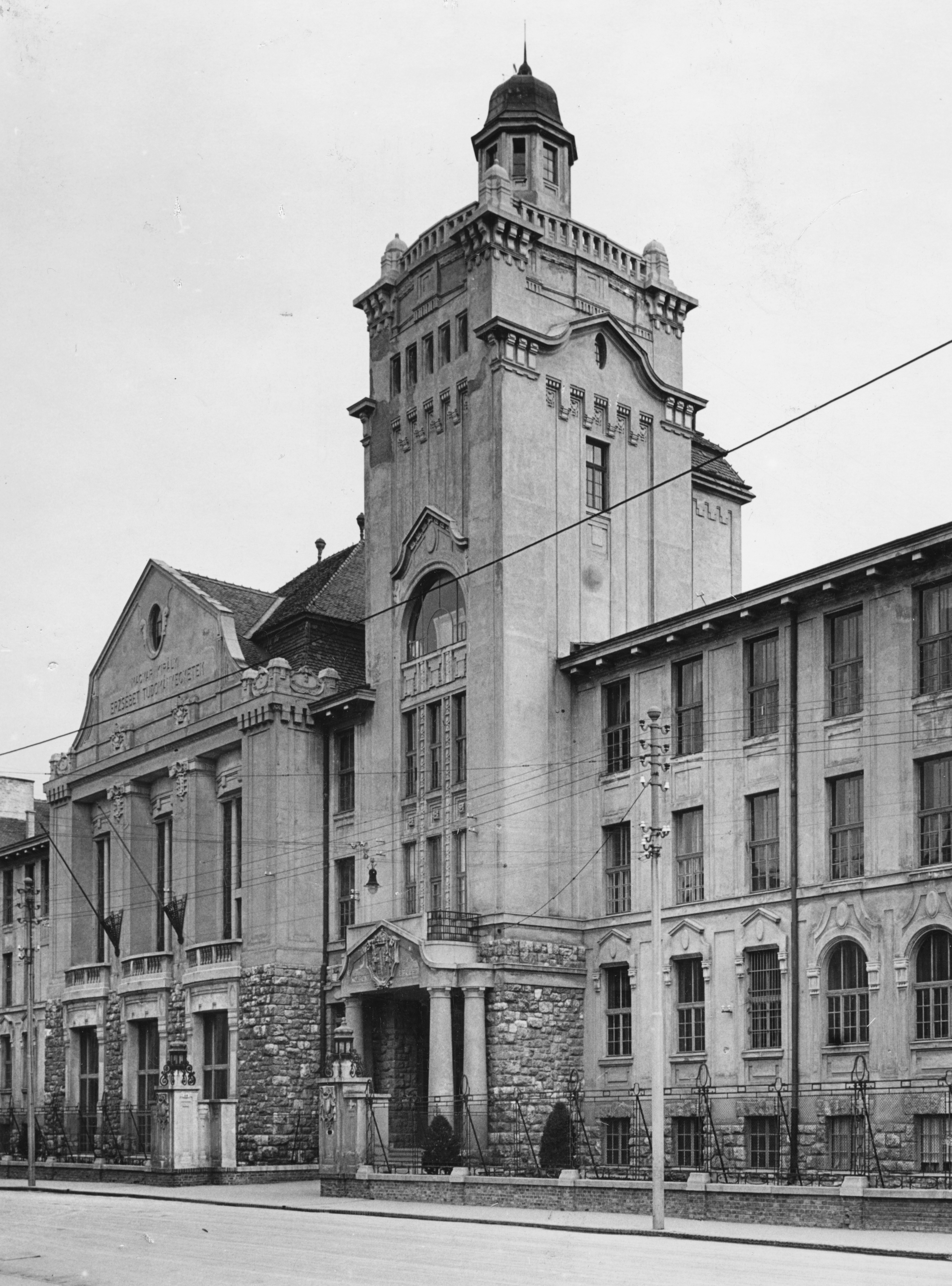
A pécsi Janus Pannonius Tudományegyetem (JPTE) díszdoktora (1995)

Berend Iván (Budapest, 1924. április 20. – Budapest, 2006. február 21.) közgazdász, egyetemi tanár, az MTA doktora.

## Életpályája
Berend (Reich) Lajos és Frank Mária bőrdíszműves fiaként született. Apját kisgyermekkorában elvesztette.
Felesége 1944-től Schönberger Veronika iskolaigazgató. Leánya: Berend Beáta (1946. március 15.) középiskolai tanár, filozófus; fia: Berend János (1951. július 24.) autószerelő.
A Magyar Közgazdaság-tudományi Egyetemen közgazdász oklevelet szerzett (1949), az MKKE-n doktorált (1958), a közgazdaság-tudományok kandidátusa (1962), doktora (1978).
A Mérnökszakszervezet osztályvezetője (1947–1948), a Tudományos Folyóiratkiadó igazgatóhelyettese (1948–1949). Az Országos Tervhivatal Műszaki Fejlesztési Főosztály Közgazdasági Csoportjának vezetője (1949–1954). A Földművelésügyi Minisztérium (FM), illetve a Mezőgazdasági és Élelmezésügyi Minisztérium (MÉM) Beruházási Politikai Osztályának vezetője (1954–1968). Az OT Beruházási és Építési Főosztály Mérlegosztályának vezetője (1968–1971), az Országos Tervhivatal Távlati Tervezési Főosztályának főosztályvezető-helyettese (1971–1985). A Magyar Tudományos Akadémia Közgazdaság-tudományi Intézete tudományos tanácsadója (1986-tól). Az MKKE-n a beruházás gazdaságtana tárgy előadó tanára (1953-tól), címzetes egyetemi docens (1965–1979), címzetes egyetemi tanár (1979-től). Az MSZMP KB Pártfőiskola előadója (1957-től). Az MTA–TMB önálló aspiránsa (1956–1962: megszakítással). FAO-, KGST- és EGB-programok szakértője. Agrárökonómiával, elsősorban a mezőgazdasági beruházások hatékonyságával, a beruházási tevékenység és az ezzel összefüggő fejlesztési politika kérdéseivel, a tőkeigényesség, a munka technikai felszereltsége és a munkatermelékenység összefüggéseivel, mezőgazdasági növekedéselméletekkel foglalkozott. Jelentős eredményeket ért el a magyar gazdaság növekedési pályáinak elemzése, a gazdasági fejlődés nem gazdasági feltételeinek feltárása, hosszú távú lehetőségeinek számbavétele terén.

## Fontosabb művei
- Berend Iván (1924-2006) 24 publikációjának adatai. OSZK. Katalógus.[2]
- A műszaki fejlesztés tervezése. (Többtermelés, 1953)
- A mezőgazdasági építkezésekről. Niklai Ádámmal. (Statisztikai Szemle, 1955)
- Nagyüzemi feltételek és jövedelmezőség a szövetkezeti gazdálkodásban. Többekkel. (Közgazdasági Szemle, 1957)
- A termelőszövetkezetek beruházásai. Kappéter Ivánnal. (Mezőgazdasági termelőszövetkezetek üzemi kiskönyvtára. 10. Debrecen, 1957. 2. átdolgozott kiadás Budapest, 1961)
- Mezőgazdasági beruházások. (Belpolitikai Szemle, 1959)
- A termelőszövetkezeti építkezések néhány gazdasági vonatkozású kérdése. (Magyar Építőipar, 1959)
- A termelőszövetkezetek építési beruházásainak helyzete. (Agrártudomány, 1959)
- Az élő és tárgyiasult munka arányának változása a mezőgazdaságban. Kandidátusi értekezés (Budapest, 1962)
- A szocialista mezőgazdaság anyagi-műszaki bázisának kiépítése. Tananyag az MSZMP gazdaságpolitikai tanfolyama számára. (Budapest, 1963)
- A mezőgazdasági beruházások gazdaságossága és hatékonysága. (Közgazdasági Szemle, 1963)
- Az üzemfejlesztési terv és a beruházások kapcsolata a termelőszövetkezeteknél. (Pénzügyi Szemle, 1966)
- Beruházás a termelőszövetkezetben és az állami gazdaságokban. Monográfia. (Budapest, 1968)
- A beruházások állami irányítása, népgazdasági tervezése. Az MSZMP KB Pártfőiskola jegyzete. (Budapest, 1968)
- Mezőgazdasági építészet. Többekkel. (A Mérnöki Továbbképző Intézet előadásai. Budapest, 1968)
- Relative Capital Intensity of Food Production and Industry. Benet Ivánnal. (Acta Oeconomica, 1969)
- Az élelmiszergazdaság fejlesztésének eszközigénye. Benet Ivánnal. (Gazdaság [folyóirat], 1969)
- A beruházási piac helyzetéről. (Közgazdasági Szemle, 1970)
- Az eszközigényesség alakulásáról. (Közgazdasági Szemle, 1971)
- A termelési adóalap- és beruházásigényessége a KGST-országokban. Huszár Józsefnével, Rabi Bélával. (Az MTA Gazdaság- és Jogtudományok Osztálya Közleményei, 1971)
- A beruházások népgazdasági tervezéséről. (Közgazdasági Szemle, 1972)
- Fejlesztési politika hosszabb távon. Gazdasági fejlődésünk és az állóeszköz-igényesség kapcsolata. (Gazdaság [folyóirat], 1974)
- Long-Range Development Policy – Interrelations between Economic Development and Capital Intensity. (Acta Oeconomica, 1974)
- A beruházási rendszer. (Közgazdasági Szemle, 1975)
- Fejlesztési-beruházási politika. (Közgazdasági ismeretek. Budapest, 1975)
- Az eszközigényesség változása Magyarországon. I–II. köt. Monográfia és doktori értekezés is. (Az Országos Tervhivatal kiadványa. Budapest, 1977)
- Eszközigényesség és fejlesztési politika. Monográfia. (Budapest, 1979 angolul: 1989)
- Fejlesztéspolitikai dilemmák, megújítási korszakok. (Gazdaság [folyóirat], 1981)
- The Renewal Cycle of Fixed Assets under the Conditions of the 1980s in Hungary. (Acta Oeconomica, 1983)
- Az infrastruktúra szerepéről a gazdaság fejlődésében. (Gazdaság [folyóirat], 1985)
- Capital Intensity and Development Policy. (Budapest, 1985 japánul: Kyoto, 1989)
- A technika gazdasági abszorpciója. (Magyar Tudomány, 1987)
- Növekedési pálya és tőkeigényesség. (Közgazdasági Szemle, 1988)
- A fejlődés nem gazdasági tényezőinek szerepnövekedése. (Magyar Tudomány, 1991)
- Gazdasági növekedés, átalakulás, átlényegülés. Transzformáció, transzfiguráció. (Magyar Tudomány, 1992)
- Hungary’s Growth Path. Transformation or Transfiguration of the Growth Path. (Acta Oeconomica, 1993)
- A növekedési pályaváltás motívumai Magyarországon. (Magyar Tudomány, 1995)
- Az ezredforduló utáni magyar gazdaság kondíciói. (Új növekedési pálya felé. Tanulmányok a gazdasági rendszerváltás időszakából. Szerk. is. Bélyácz Ivánnal. A Janus Pannonius Tudományegyetem kiadványa. Pécs, 1997)
- Az ezredforduló utáni magyar gazdaság. I–II. köt. Tanulmányok. (Tanulmányok a gazdasági rendszerváltás időszakából. Pécs, 1997)
- A gazdasági növekedés a kétezredik évben is folytatódik. (Magyar Tudomány, 2000)
- Gazdasági növekedés. Az ezredfordulói magyar gazdasági változások és történelmi hátterük. A Pécsi Tudományegyetem Közgazdaság-tudományi Kar Gazdálkodástani Doktori Iskola tananyaga. (Pécs, 2002)

## Díjai, elismerései
- Munka Érdemrend ezüst fokozata (1968)
- Munka Érdemérem (1969)
- Jubileumi Emlékérem (1970)
- Haza Szolgálatáért Érdemrend (1971)
- Akadémiai Díj (1982)
- A pécsi Janus Pannonius Tudományegyetem (JPTE) díszdoktora (1995)